# Baron Dynevor
Baronowie Dynevor 1. kreacji (parostwo Wielkiej Brytanii)
- 1780–1782: William Talbot, 1. hrabia Talbot i 1. baron Dynevor
- 1782–1793: Cecil de Cardonnel, 2. baronowa Dynevor
- 1793–1852: George Talbot Rice, 3. baron Dynevor
- 1852–1869: George Rice-Trevor, 4. baron Dynevor
- 1869–1878: Francis William Rice, 5. baron Dynevor
- 1878–1911: Arthur de Cardonnel FitzUryan Rice, 6. baron Dynevor
- 1911–1956: Walter FitzUryan Rice, 7. baron Dynevor
- 1956–1962: Charles Arthur Uryan Rhys, 8. baron Dynevor
- 1962–2008: Richard Charles Uryan Rhys, 9. baron Dynevor
- 2008 -: Hugo Griffith Uryan Rhys, 10. baron Dynevor

Dziedzic tytułu barona Dynevor: Robert David Arthur Rhys, kuzyn 10. barona